# Ричмонд-Гайтс (Флорида)
Ричмонд-Гайтс (англ. Richmond Heights) — переписна місцевість (CDP) в США, в окрузі Маямі-Дейд штату Флорида. Населення — 8944 особи (2020).

## Географія
Ричмонд-Гайтс розташований за координатами 25°38′0″ пн. ш. 80°22′16″ зх. д. / 25.63333° пн. ш. 80.37111° зх. д. (25.633290, -80.371226).  За даними Бюро перепису населення США в 2010 році переписна місцевість мала площу 4,18 км², з яких 4,14 км² — суходіл та 0,04 км² — водойми.

## Демографія
Згідно з переписом 2010 року, у переписній місцевості мешкала 8541 особа в 2697 домогосподарствах у складі 2127 родин. Густота населення становила 2042 особи/км².  Було 2874 помешкання (687/км²).
Расовий склад населення:
| - 72,1 % — чорних або афроамериканців - 22,8 % — білих - 0,4 % — азіатів - 0,3 % — корінних американців - 1,6 % — осіб інших рас |

До двох чи більше рас належало 2,8 %. Частка іспаномовних становила 25,0 % від усіх жителів.
За віковим діапазоном населення розподілялося таким чином: 23,4 % — особи молодші 18 років, 60,4 % — особи у віці 18—64 років, 16,2 % — особи у віці 65 років та старші. Медіана віку мешканця становила 39,4 року. На 100 осіб жіночої статі у переписній місцевості припадало 84,7 чоловіків;  на 100 жінок у віці від 18 років та старших — 80,0 чоловіків також старших 18 років.
Середній дохід на одне домашнє господарство  становив 51 865 доларів США (медіана — 39 422), а середній дохід на одну сім'ю — 52 339 доларів (медіана — 44 233). Медіана доходів становила 32 252 долари для чоловіків та 26 170 доларів для жінок. За межею бідності перебувало 21,4 % осіб, у тому числі 34,3 % дітей у віці до 18 років та 20,8 % осіб у віці 65 років та старших.
Цивільне працевлаштоване населення становило 4270 осіб. Основні галузі зайнятості: освіта, охорона здоров'я та соціальна допомога — 22,3 %, мистецтво, розваги та відпочинок — 16,0 %, роздрібна торгівля — 14,0 %.